# فيرا تشيروا
فيرا ملانجازوا تشيروا (بالإنجليزية: Vera Chirwa)‏ (مواليد 1932) هي محامية من مالاوي وناشطة في مجال حقوق الإنسان والحقوق المدنية.
كانت أول محامية في مالاوي وعضوًا مؤسسًا في حزب مؤتمر مالاوي ورابطة نساء إفريقيا في نياسالاند.
قاتلت من أجل الحكم الديمقراطي متعدد الأحزاب في مالاوي ووجهت إليها تهمة الخيانة، وحكم عليها وحكم عليها بالإعدام من قبل الرئيس كاموزو باندا. قضت 12 عامًا في انتظار تنفيذ حكم الإعدام.كانت متزوجة من المحامي أورتون شيروا، وزير العدل والنائب العام في ملاوي الذي توفي لاحقًا في السجن.